# خيبر (صاروخ باليستي)
خيبر، المعروف أيضًا باسم خرمشهر-4، هو صاروخ باليستي دقيق التوجيه يعمل بالوقود السائل، ويُعد الجيل الرابع من سلسلة صواريخ خرمشهر الإيرانية. طوّر هذا الصاروخ من قبل منظمة الجوفضاء التابعة لوزارة الدفاع الإيرانية، ويتميز بعدم حاجته إلى التوجيه في المرحلة النهائية من مساره. يبلغ مداه الفعلي 2000 كيلومتر، وتصل سرعته إلى 16 ماخ (أي 16 ضعف سرعة الصوت) خارج الغلاف الجوي، و8 ماخ داخله. ويُجهّز الصاروخ برأس حربي يزن 1500 كيلوغرام، وهو الأضخم من نوعه الذي تصنعه إيران.
زُوّد خيبر بمحرك محلّي الصنع يُدعى "أروند" لتعزيز قدرته التكتيكية، وهو من بين أكثر محركات الصواريخ تطورًا في فئته العاملة بالوقود السائل. يتميز الصاروخ بسرعة فائقة في إصابة الهدف، الأمر الذي يُصعّب على أنظمة الدفاع الجوي المعادية اكتشافه أو اعتراضه.

تجدر الإشارة إلى أن إيران تمتلك واحدة من أكبر ترسانات الصواريخ الباليستية في منطقة الشرق الأوسط، وربما الأكبر على الإطلاق. كما طورت قدراتها في مجال إطلاق الأقمار الصناعية، سواء المدنية أو العسكرية، مثل القمرين الصناعيين "نور 1" و"نور 2". ويتراوح مدى صواريخ إيران بين قصيرة المدى بحدود 45 كيلومترًا، إلى صواريخ بعيدة المدى قد تصل إلى 10,000 كيلومتر، وتشمل ترسانتها صواريخ باليستية ومجنحة بعيدة المدى، فضلًا عن صواريخ خارقة للدروع قابلة للاستخدام ضد أهداف بحرية. وبهذا النطاق، تقع أجزاء واسعة من القارة الأوروبية، وسواحل ألاسكا، ومناطق من آسيا ضمن مدى الصواريخ الإيرانية.

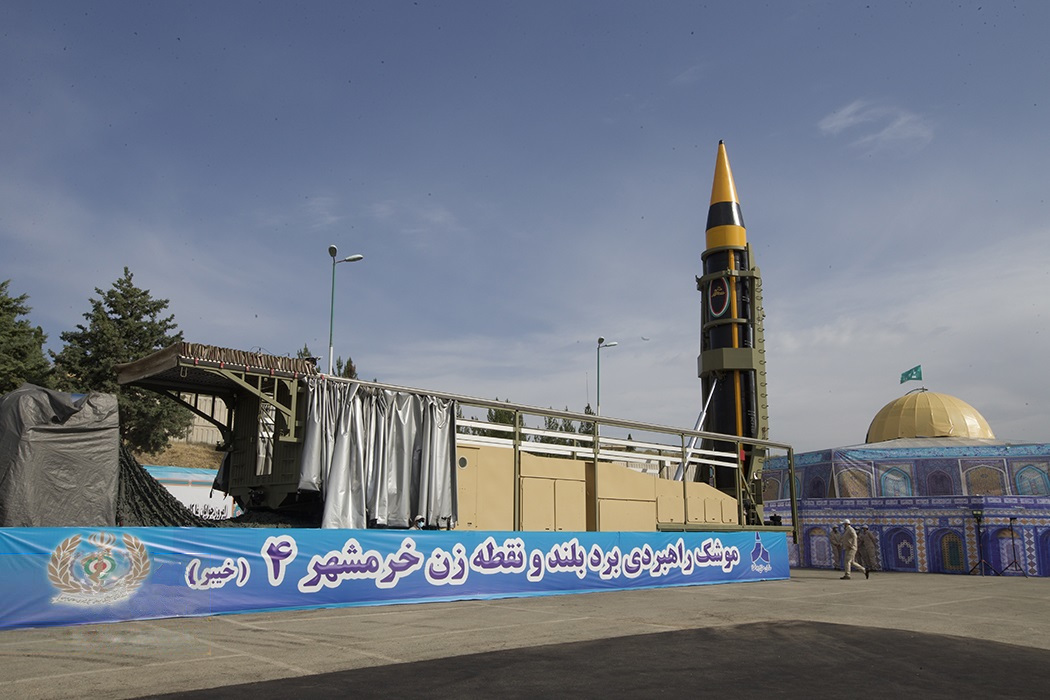
عرض صاروخ خيبر أو خرمشهر 4 الباليستي الإستراتيجي

## الإعلان الرسمي
أعلنت جمهورية إيران عن صاروخها الباليستي النقطوي خيبر، وهو من أكثر الصواريخ تطوراً التي أنتجتها منظمة الجوفضاء التابعة لوزارة الدفاع الإيرانية. وهو نسخة معدلة من الصاروخ خرمشهر الذي صنفته جمهورية إيران بالجيل الرابع من هذا الطراز. وجاء كشف النقاب عن هذا الصاروخ الباليستي المتطور صباح يوم الخميس 25 آيار/ مايو 2023م. بحضور وزير الدفاع الإيراني العميد محمدرضا آشتياني.

## مميزات الصاروخ
إن من أهم مميزات صاروخ خيبر الباليستي هو قدرته على اجتياز مضادات الدفاع الجوي التابعة للعدو، وأن رأسه الحربي له قدرة تدميرية هائلة، كما يمكن أن يأخذ وضعية الإطلاق بسرعة قياسية. كما ويتميز صاروخ خيبر عن أجياله السابقة بدقة الإصابة العالية في المرحلة الوسطى (التحليق فوق الغلاف الجوي)، كما أن سرعته العالية تؤدي إلى عدم قدرة منظومات الدفاع الجوي للعدو، بتحديده وتتبعه والعمل على تدميره. وأوضحت وكالة الأنباء الرسمية الإيرانية (إرنا) ان الصاروخ الجديد له ميزات تكتيكية عدة منها توفر نظام توجيه وتحكم في المرحلة الوسطى من مسيره والقدرة على التحكم في حالة الرأس الحربي وتصحيح مساره خارج الغلاف الجوي للأرض. وأشارت الى أن سرعته تصل إلى 16 ماخ (16 ضعفاً سرعة الصوت) خارج الغلاف الجوي و 8 ماخ داخل الغلاف الجوي.

## ردود أفعال
الولايات المتحدة
وزارة الدفاع الأمريكية
اتهمت وزارة الدفاع الأميركية (البنتاغون)، إيران بزعزعة الاستقرار في الشرق الأوسط والعالم، وذلك رداً على كشف طهران النقاب عن صاروخ بالستي جديد يبلغ مداه ألفي كيلومتر. وأضاف مسؤول في البنتاغون أن "الكشف عن الصاروخ الإيراني الجديد يؤكد أهمية الشراكات والتحالفات التي تسعى واشنطن لتعزيزها مع دول المنطقة لاسيما دول الخليج".
الخارجية الأمريكية
انتقدت واشنطن التجربة الصاروخية الإيرانية، وأكد المتحدث باسم الخارجية الأميركية، ماثيو ميللر، أنه رغم القيود المفروضة على أنشطة إيران المتعلقة بالصواريخ بموجب قرار مجلس الأمن التابع للأمم المتحدة رقم 2231 تواصل إيران السعي للحصول على مجموعة من تقنيات الصواريخ من الموردين الأجانب وإجراء اختبارات الصواريخ الباليستية في تحدٍ للقرار".
 فرنسا
وزارة الخارجية الفرنسية
قالت المتحدثة باسم وزارة الخارجية الفرنسية آن كلير ليجيندر إن باريس قلقة من قيام إيران بتجربة إطلاق صاروخ باليستي فائق السرعة معتبرة ذلك انتهاكاً لقرار مجلس الأمن الدولي. وقالت ليجيندر الخميس في إفادة صحفية "إن إيران أقدمت على خطوة مقلقة للغاية في برنامجها النووي. مضيفة: أن فرنسا تدين انتهاك قرار مجلس الأمن الدولي رقم 2231، الذي تم تبنيه في عام 2015".
 إسرائيل
أكدت قناة عبرية أن توقيت كشف إيران عن صاروخها الجديد خيبر يعد جزءاً من ردعها لإسرائيل. وذكرت القناة العبرية الـ 12، أن كشف الصاروخ الإيراني الجديد خيبر الذي يعد جزءاً من الجيل الرابع لصواريخ (خرمشهر) وتوقيته هما جزءاً من نظرية الردع الإيرانية الخاصة بردع إسرائيل وتهديداتها. وتساءلت القناة العبرية عن توقيت إعلان السلطات الإيرانية عن الصاروخ البالستي الجديد، المسمى بخيبر، خاصةً وأن مداه يغطي إسرائيل والممتد لأكثر من 2000 كم.
 إيران
وزير الدفاع الإيراني
قال وزير الدفاع الإيراني، العميد محمد رضا آشتياني، إن صاروخ خيبر البالستي الإستراتيجي الدقيق هو ثمرة جهود وزارة الدفاع الإيرانية لسنين. وقال أيضاً إن كشف الصاروخ يأتي في سياق توفير دعم شامل لأصدقائنا والدول التي تتشارك والجمهورية الإسلامية مواجهة "الهيمنة" العالمية. وأضاف "اننا اتخذنا خطوات لتجهيز القوات المسلحة في مجال الصواريخ والطائرات بدون طيار والدفاع الجوي وبالتأکيد سنستمر بالکشف عنها في المستقبل.
وكالة مهر للأنباء
أفادت وكالة مهر الإيرانية للأنباء، انه اعتبر المتحدث باسم وزارة الخارجية الإيرانية ناصر كنعاني، إزاحة الستار عن الجيل الرابع من صاروخ خرمشهر الباليستي (خيبر) رمزاً آخر للاقتدار الدفاعي إلى جانب السياسة الخارجية المشرفة للبلاد في ضمان الأمن والمصالح الوطنية لإيران القوية والمستقلة. وإلى جانب نشر صور لإزاحة الستار عن هذا الصاروخ وإطلاقه، كتب كنعاني في تغريدة له على تويتر إن: إزاحة الستار عن الجيل الرابع من صاروخ خرمشهر الباليستي باسم "خيبر"، من إنتاج وزارة الدفاع في جمهورية إيران الإسلامية، تزامناً مع 3 خرداد (24 آيار/ مايو)، ذكرى تحرير مدينة خرمشهر (عام 1982) و 4 خرداد (25 أيار)، يوم دزفول - المقاومة والصمود - هو رمز آخر للاقتدار الدفاعي إلى جانب السياسة الخارجية المشرفة للبلاد في ضمان الأمن والمصالح الوطنية لإيران القوية والمستقلة.